# لیبرتی ایفل
لیبرتی ایفل (به انگلیسی: Liberty Eiffel) یک کامپایلر رایگان ایفل است. کامپایلر کد ایفل را به C ترجمه می‌کند. از این رو می‌توان از آن برای نوشتن برنامه‌هایی استفاده کرد که تقریباً روی هر پلتفرمی که یک کامپایلر آنسی سی برای آن وجود دارد اجرا می‌شود. لیبرتی ایفل از استنتاج نوع استفاده می‌کند تا امکان پیاده‌سازی یک کامپایلر کارآمدتر را فراهم کند.
لیبرتی ایفل کاراسمارت ایفل را ادامه داد، که از سال ۲۰۰۷ به‌روزرسانی نشده بود، و در سال ۲۰۰۵ پایه کد خود را برای ادامه توسعه خود به سمت استاندارد مورد مناقشه ECMA TC39-TG4 (اکنون TC49-TG4) برای این زبان تقسیم کرد.

## تاریخ
لیبرتی ایفل به عنوان یک نسخه متن باز از ایفل شروع به کار کرد که ابتدا اسمارت ایفل در سال ۱۹۹۴ نامگذاری شد و سپس اسمارت ایفل نامگذاری شد. در ژوئن ۲۰۱۳، پروژه فورک شده لیبرتی ایفل به کامپایلر رسمی گنو برای زبان برنامه‌نویسی ایفل تبدیل شد.